# Smerinthulus
Genre
Le genre Smerinthulus regroupe des insectes lépidoptères de la famille des Sphingidae, sous-famille des Smerinthinae et de la tribu des Smerinthini.

## Systématique
- Le genre Smerinthulus a été décrit par l'entomologiste Huwe, en 1895.
- L'espèce type pour le genre est Smerinthulus quadripunctatus

### Synonymie
Degmaptera Hampson, 1896. Le genre Degmaptera a été déclassé en 2014 en raison de l’antériorité du terme Smerinthulus

## Liste des espèces
- Smerinthulus designata - Clark, 1928
- Smerinthulus diehli - Hayes, 1982
- Smerinthulus dohrni - Rothschild & Jordan, 1903
- Smerinthulus mirabilis(Rothschild, 1894)
- Smerinthulus myanmarensis - Brechlin, 2000
- Smerinthulus olivacea - (Rothschild, 1894)
- Smerinthulus perversa - (Rothschild, 1895)
- Smerinthulus quadripunctatus - Huwe, 1895
- Smerinthulus witti - Brechlin, 2000

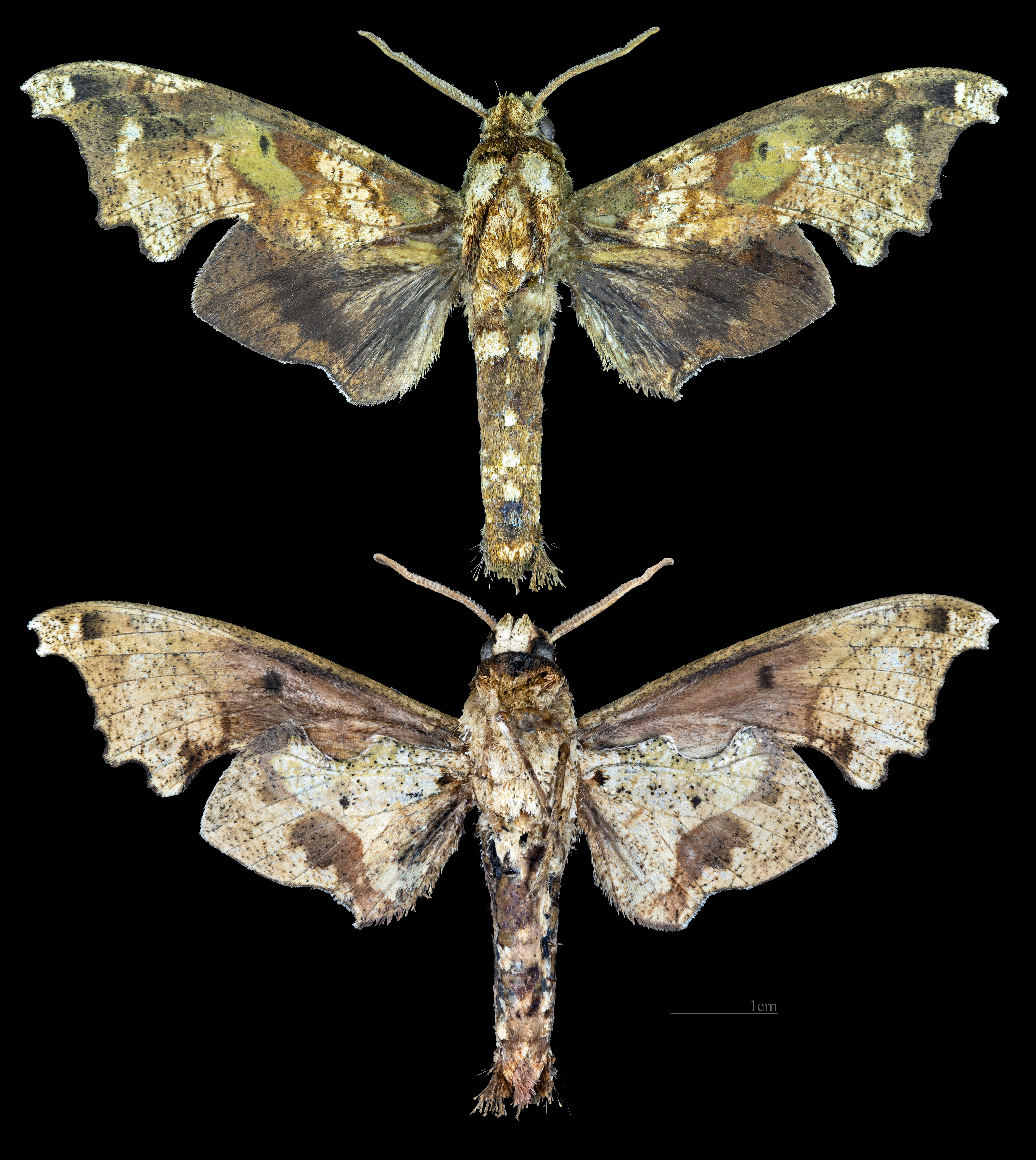
Smerinthulus mirabilis
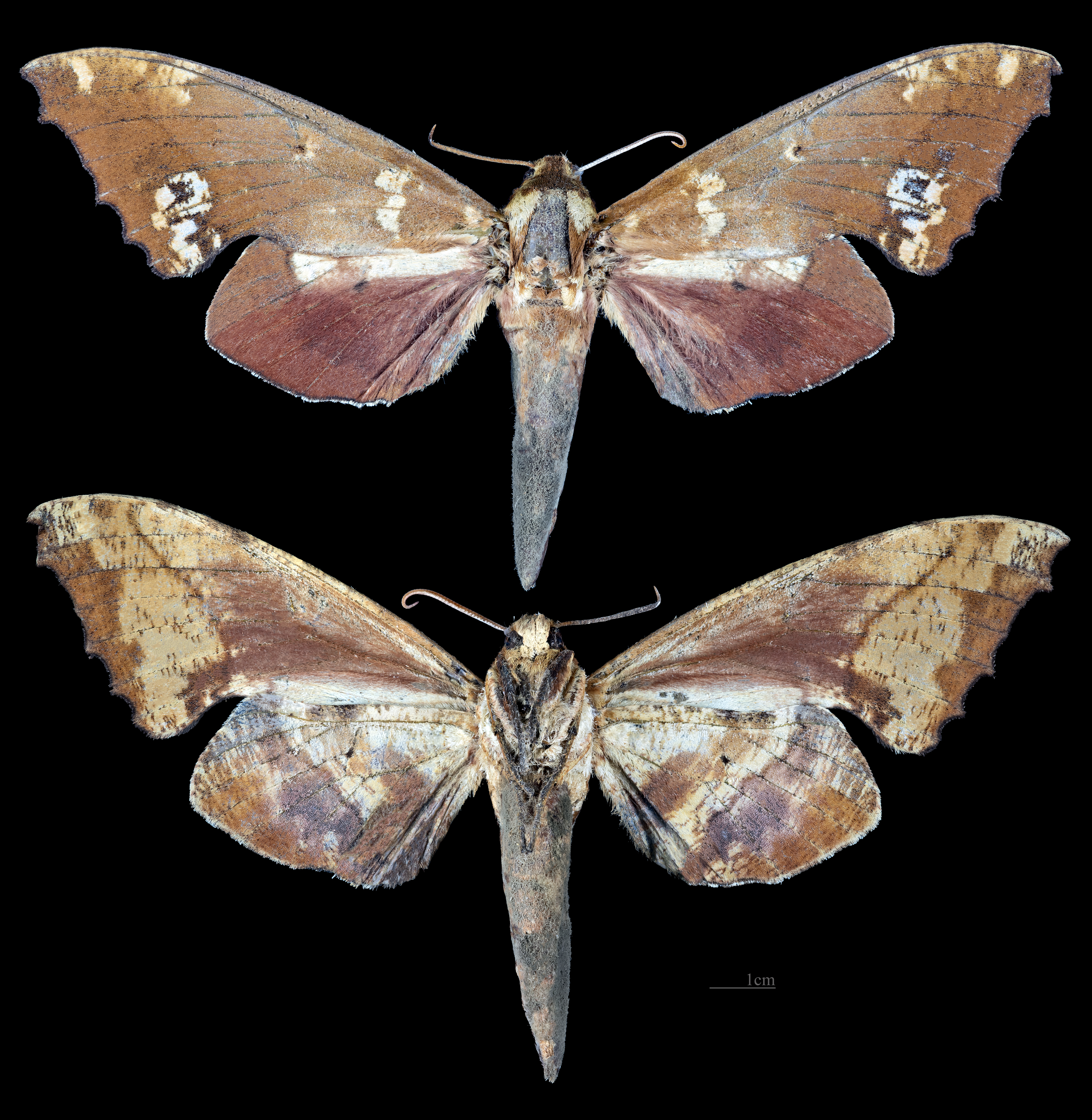
Smerinthulus olivacea